# 蘇托克山

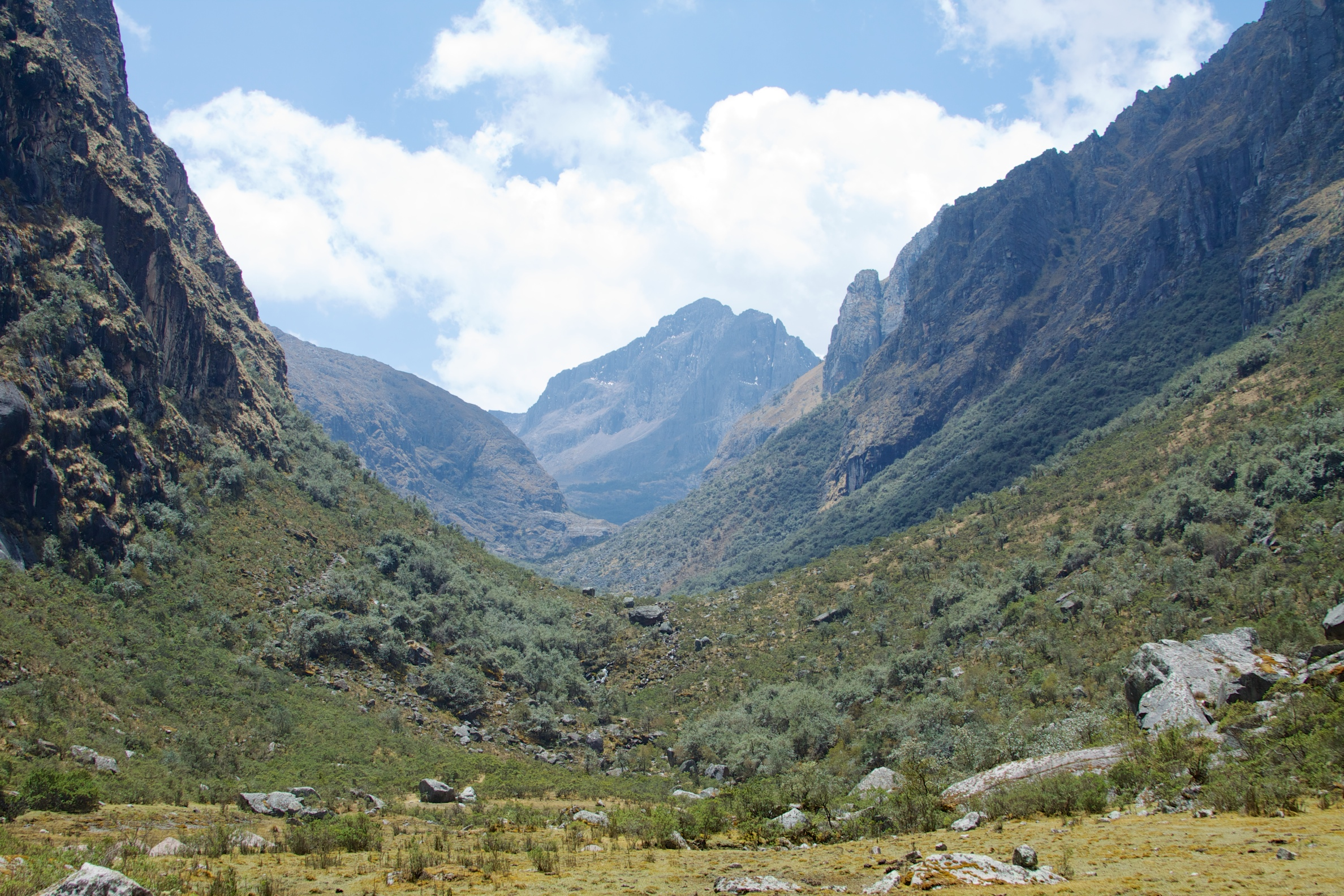

蘇托克山（Sutoc），是秘魯的山峰，位於該國東南部庫斯科大區，由烏魯班巴省的烏魯班巴區負責管轄，屬於烏魯潘帕山脈的一部分，海拔高度4,735米。